# Попов, Александр Анатольевич
Попов Александр Анатольевич (род. 4 февраля 1964 года, Выборгский район, Ленинградская область, РСФСР) — российский военачальник. Командующий Центральным округом войск национальной гвардии Российской Федерации с 2021 года, генерал-полковник (2018).

## Биография
На военной службе с 1981 года, член КПСС. В 1985 году окончил Орджоникидзевское высшее военное командное училище МВД СССР. В 1985—1993 годах служил в Сибири в различных частях внутренних войск МВД СССР и России, на должностях от командира взвода до начальника войсковой комендатуры полка. В 1993 году направлен учиться в академию.
В 1996 году окончил Военную академию имени М. В. Фрунзе. С 1996 года служил в 93-й дивизии внутренних войск МВД России (город Озёрск, Челябинская область) от заместителя командира полка до начальника штаба — заместителя командира дивизии. В апреле 2005 года был назначен заместителем командующего войсками Восточного округа внутренних войск МВД России. С 2007 по 2011 годы — командир 93-й дивизии внутренних войск МВД России. С мая 2011 по август 2013 года — первый заместитель командующего войсками Уральского регионального командования внутренних войск МВД России. С 2013 года вновь учился в академии.
В 2015 году окончил Военную академию Генерального штаба Вооружённых Сил Российской Федерации. С июня 2015 года — первый заместитель командующего войсками Центрального регионального командования внутренних войск МВД России. После преобразования ВВ МВД России в войска национальной гвардии переведён на службу в Росгвардию.
С октября 2016 по январь 2018 года — командующий Объединённой группировкой войск (сил) по проведению контртеррористических операций на территории Северо-Кавказского региона — первый заместитель командующего Северо-Кавказским округом войск национальной гвардии Российской Федерации. Один из руководителей операций против террористов на Северном Кавказе в эти годы.
Указом Президента Российской Федерации от 6 декабря 2017 года назначен командующим Уральским округом войск национальной гвардии Российской Федерации. С 2021 года назначен командующим Центральным округом войск национальной гвардии Российской Федерации.
Воинское звание «генерал-полковник» присвоено Указом Президента РФ от 12 декабря 2018 года.

## Награды
- Медаль Суворова
- Медаль «За безупречную службу» 3-й степени
- Медаль «За воинскую доблесть» (МВД)
- Медаль «За боевое содружество» (МВД)
- Медаль «За заслуги в управленческой деятельности»
- Медаль «200 лет МВД России»
- Медаль «200 лет внутренним войскам МВД России»
- Медаль «За отличие в службе» (МВД) трёх степеней
- Знак «За верность долгу» (МВД)
- Нагрудный знак ВВ МВД России «За отличие в службе» I степени